# Jessica Allister
Jessica Lynne Allister (Moscow, Idaho, 1982. október 7. –) amerikai softballjátékos és -edző, 2018 óta a Stanford Cardinal vezetőedzője. 2004-ben elnyerte az All-America elismerést.
2011 és 2017 között a Minnesota Golden Gophers vezetőedzője volt; csapat 290-szer győzött és ötször jutott ki az NCAA bajnokságára.

## Tanulmányai
Édesapja a Moscow-i Középiskola helyettes kosárlabdaedzője, később pedig több egyetem helyettes edzője volt. 1993-ban Texasba költöztek; 1996 és 200 között Jennifer Allister a Nacogdoches High Schoolba járt.
A Stanford Cardinal játékosaként négyszer vett részt az NCAA bajnokságán és kétszer a Women’s College World Seriesen. 2004-ben elnyerte az NFCA All-America és az All-Pac-10 elismeréseket, és az egyetemi toplisták élén volt. 2004-ben szerzett diplomát közgazdaság szakon.

## Játékosként
2004–2005-ben a New England Riptide játékosaként 87 mérkőzésen vett részt.

## Edzőként

### Kezdetek
2005–2006-ban a Georgia Bulldogs helyettes edzője volt; a csapat az NCAA és a SEC bajnokságán is részt vett.
Később a Stanford Cardinalnél John Rittman helyettese lett, ahol 2009-ben az év legjobb regionális edzői között volt. A csapat mindhárom szezonjában kijutott az NCAA bajnokságára.
2010-ben az Oregon Ducks ütőjátékosainak edzője és felvételi koordinátora volt.

### Minnesota Golden Gophers
2010. augusztus 10-én a Minnesota Golden Gophers vezetőedzőjévé nevezték ki.
Hét szezonja alatt a csapat háromszor jutott ki az NCAA bajnokságára és 2003 óta először lettek konferenciagyőztesek. Allistert 2017-ben a Big Ten Conference az év edzőjének választotta.

### Stanford Cardinal
2017. július 18-án a Stanford Cardinal vezetőedzőjévé nevezték ki. A csapat 2013 óta először 2018-ban kijutott az NCAA bajnokságára.

## Eredményei vezetőedzőként
| Év                                                                                   | Eredmény                                      | Eredmény                                      | Helyezés                                      | Továbbjutás                                   |
| Év                                                                                   | Összesített                                   | Konferencia                                   | Helyezés                                      | Továbbjutás                                   |
| Minnesota Golden Gophers (Big Ten Conference)                                        | Minnesota Golden Gophers (Big Ten Conference) | Minnesota Golden Gophers (Big Ten Conference) | Minnesota Golden Gophers (Big Ten Conference) | Minnesota Golden Gophers (Big Ten Conference) |
| ------------------------------------------------------------------------------------ | --------------------------------------------- | --------------------------------------------- | --------------------------------------------- | --------------------------------------------- |
| 2011                                                                                 | 31–24                                         | 9–11                                          | T–6.                                          | –                                             |
| 2012                                                                                 | 31–22                                         | 10–14                                         | T–9.                                          | –                                             |
| 2013                                                                                 | 36–19                                         | 14–6                                          | 3.                                            | NCAA Regional                                 |
| 2014                                                                                 | 44–12                                         | 16–6                                          | 3.                                            | NCAA Super Regional                           |
| 2015                                                                                 | 49–11                                         | 20–3                                          | 2.                                            | NCAA Regional                                 |
| 2016                                                                                 | 43–14                                         | 19–3                                          | 2.                                            | NCAA Regional                                 |
| 2017                                                                                 | 56–5                                          | 21–1                                          | 1.                                            | NCAA Regional                                 |
| Eredmény:                                                                            | 290–107 (.730)                                | 109–44 (.712)                                 | –                                             | –                                             |
| Stanford Cardinal (Pac-12 Conference)                                                |                                               |                                               |                                               |                                               |
| 2018                                                                                 | 24–31                                         | 3–21                                          | 8.                                            | –                                             |
| 2019                                                                                 | 33–20                                         | 8–13                                          | 5.                                            | NCAA Regional                                 |
| 2020                                                                                 | 22–4                                          | 0–0                                           | –                                             | A szezon a Covid19 miatt megszakadt.          |
| 2021                                                                                 | 33–22                                         | 9–12                                          | 6.                                            | NCAA Regional                                 |
| 2022                                                                                 | 39–20                                         | 11–13                                         | 4.                                            | NCAA Super Regional                           |
| 2023                                                                                 | 47–15                                         | 15–10                                         | T–4.                                          | Women’s College World Series                  |
| Eredmény:                                                                            | 197–112 (.638)                                | 45–69 (.395)                                  | –                                             | –                                             |
| Összesen:                                                                            | 488–219 (.690)                                | –                                             | –                                             | –                                             |
| Jelmagyarázat: Konferenciaszezon- és konferenciatorna-bajnok Konferenciatorna-bajnok |                                               |                                               |                                               |                                               |

## Fordítás
- Ez a szócikk részben vagy egészben  a   Jessica Allister című angol Wikipédia-szócikk ezen változatának fordításán alapul.  Az eredeti cikk szerkesztőit annak laptörténete sorolja fel. Ez a jelzés csupán a megfogalmazás eredetét és a szerzői jogokat jelzi, nem szolgál a cikkben szereplő információk forrásmegjelöléseként.